# Linia Goubau

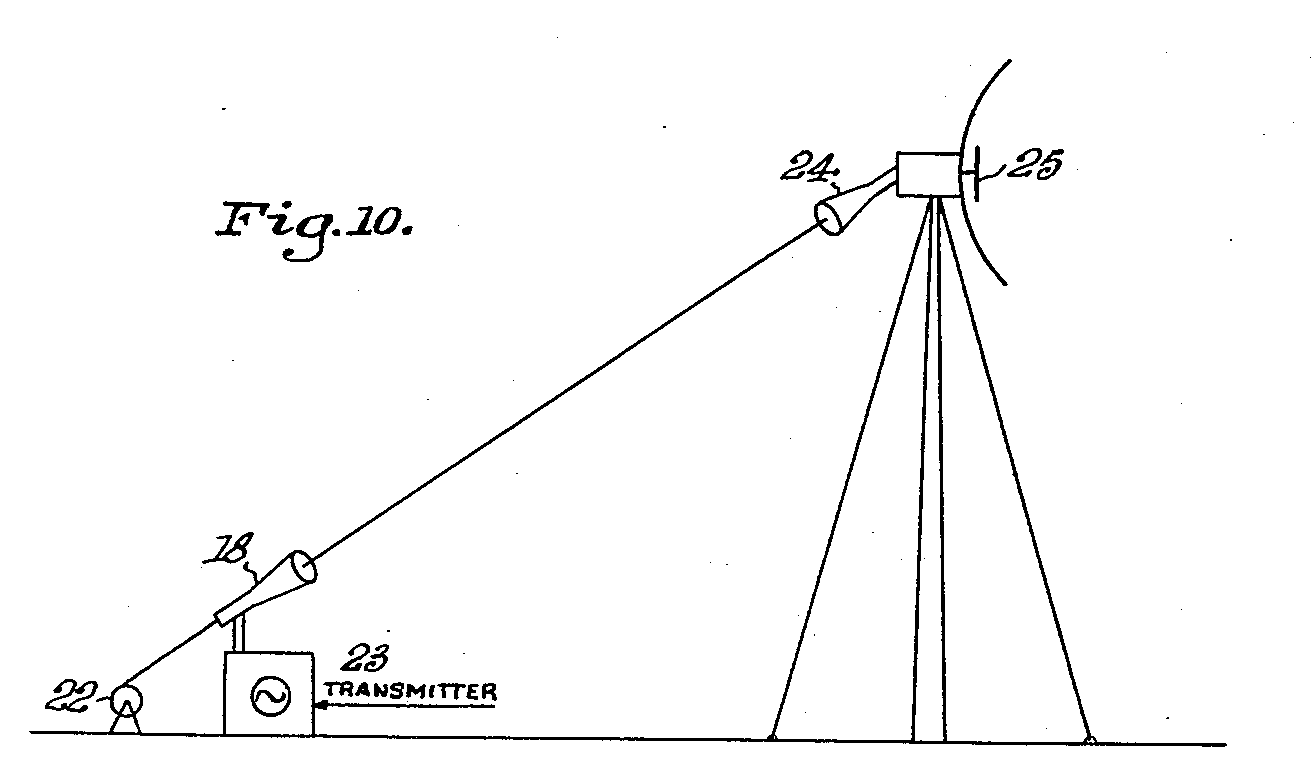
Linia Goubau. Widoczne stożki kierunkowe (nr 18 i 24)

linia Goubau (falowód otwarty, G-line) – linia transmisyjna jednoprzewodowa używana w zakresie wielkich częstotliwości (UHF, mikrofale).
W linii Goubau, w odróżnieniu od toru współosiowego, średnica przewodu zewnętrznego (teoretycznie) wzrasta do nieskończoności. Wraz ze wzrostem odległości obu przewodów coraz więcej linii sił pola elektrycznego zamyka się na powierzchni przewodu wewnętrznego. Powyżej pewnej odległości wszystkie linie będą się tak zamykać, a przewód zewnętrzny nie będzie miał udziału w procesie transmisji (będzie mógł zostać usunięty).
Podatność linii Goubau na zakłócenia zależy od częstotliwości przesyłanego sygnału oraz odległości źródła zakłócenia. Odległość linii od jakichkolwiek elementów przewodzących nie może być mniejsza niż połowa długości fali. Jest to tzw. promień graniczny. Im wyższa częstotliwość, tym łatwiej zabezpieczyć linię przed wpływem elementów zewnętrznych. Promień graniczny można obliczyć ze wzoru:
{\displaystyle r_{g}\approx {\frac {c}{2*f}}}
c - prędkość fali elektromagnetycznej, f - częstotliwość
Dla częstotliwości 100 MHz promień graniczny wynosi 1,5 m, dla 30 GHz już tylko 0,005 m.
Przy łączeniu linii Goubau z liniami innego typu stosuje się układy dopasowujące impedancje obu linii. Stożek kierunkowy pozwala połączyć linię współosiową (75 Ω) z linią Goubau (300-500 Ω).
Transmisja linią Goubau może odbywać się przy pomocy słupów istniejących linii transmisyjnych. Promienie skrętu linii muszą być łagodne, tak by zminimalizować odbicia energii. Przy małych promieniach skrętu jednym z rozwiązań jest przejście przed zakrętem na linię współosiową przy zastosowaniu stożka kierunkowego, wykonanie zakrętu linią współosiową, przejście na linię Goubau za pomocą stożka kierunkowego po pokonaniu zakrętu.